# ماسه‌های سوزان
ماسه‌های سوزان (انگلیسی: Scorching Sands) یک فیلم کمدی صامت آمریکایی است که در سال ۱۹۲۳ منتشر شد. از بازیگران آن می‌توان به استن لورل، جرج رو، سمی بروکس، کاترین گرانت، چارلز استیونسون، میرتا استرلینگ، بیلی اِنگِل و جیمز فینلیسون اشاره کرد.